# Colniza
Colniza is een gemeente in de Braziliaanse deelstaat Mato Grosso. De gemeente telt 26.381 inwoners (volkstelling 2010).
De gemeente grenst aan Cotriguaçu, Aripuanã en Rondolândia.